# Helicascus nypae
Helicascus nypae är en svampart som beskrevs av K.D. Hyde 1991. Helicascus nypae ingår i släktet Helicascus, ordningen Pleosporales, klassen Dothideomycetes, divisionen sporsäcksvampar och riket svampar.   Inga underarter finns listade i Catalogue of Life.